# تشفتة درة وسطي (مقاطعة دلفان)
تشفتة درة وسطي (بالفارسية: چفته دره وسطی) هي قرية تقع في قسم كاكاوند الشرقي الريفي (مقاطعة دلفان) في إيران. يقدر عدد سكانها بـ 35 نسمة .